# Grgo Živković
Grgo Živković (* 23. November 1993 in Šibenik, Kroatien) ist ein kroatischer Fußballspieler.

## Karriere
Grgo Živković begann mit dem Fußballspielen in der Jugend von DOŠK Drniš in Kroatien, später schaffte er es beim HNK Šibenik in die höchste Spielklasse Kroatiens. Mit einer Unterbrechung von zwei Spielzeiten war er für diesen auch bis 2017 aktiv und kam dabei zu über 100 Einsätzen in der 1. und 2. HNL. 
Danach folgte ein Wechsel zu Kickers Offenbach, wo er allerdings nur zu sechs Einsätzen kam. Der Kroate wechselte zu den Stuttgarter Kickers, kam jedoch zu keinem Einsatz. In der Winterpause wechselte er schließlich zum NK Lučko Zagreb, wo er bis Saisonende spielte, ehe er nach Österreich zum SV Feldbach wechselte.